# Gvozdenović
Gvozdenović (Servisch cyrillisch Гвозденовић) is een plaats in de Servische gemeente Ub. De plaats telt 468 inwoners (2002).